# منصور بن قره تيجين
كان منصور بن قره تجين، المعروف باسم والده ابن قرتكين (توفي 952) ضابطًا عسكرياً تركياً في جيش الدولة السامانية في منتصف القرن العاشر.

## سيرة شخصية
تم ذكر منصور لأول مرة في عام 945 عندما أجبر المتمرد أبو علي جاقاني منصور وضابط عسكري تركي آخر إبراهيم بن سيمجور على مغادرة نيسابور ثم ذهب الاثنان إلى مرو حيث كان الحاكم الساماني نوح الأول يستعد لهجوم مضاد ضد أبو علي جاقاني الذي سيطر على العاصمة السامانية بخارى ووضع إبراهيم بن أحمد على العرش.
تمكن نوح في النهاية من قمع التمرد وفي عام 948 عين منصور والياً لخراسان. في عام 949 انتزع منصور مدينة الري من الحاكم البويهي ركن الدولة الذي كان في ذلك الوقت في شيراز وكان يضمن خلافة ابنه.
ثم سار منصور نحو أصبهان ونهبت المدينة ومع ذلك سار ركن الدولة نحو المنصور، وسرعان ما تم ضمان معركة أدت إلى هزيمة جيش المنصور. في عام 951/2، عاد منصور بغزو أراضي ركن الدولة ونشبت عدة معارك بينه وبين ركن الدولة ومع ذلك توفي منصور فجأة خلال هذه الاشتباكات. وبحسب ابن مسكويه "كان يشرب بلا انقطاع لبعض الأيام والليالي ، وفي صباح أحد الأيام وجد ميتًا". وخلف منصور بعد ذلك أبو علي جاقاني الذي تم العفو عنه والي خراسان.